# Gironville-sur-Essonne
Gironville-sur-Essonne é uma comuna francesa na região administrativa da Ilha de França, no departamento de Essonne. Estende-se por uma área de 13.21 km². Em 2010 a comuna tinha 783 habitantes (densidade: 59,3 hab./km²).